# Orciraptor agilis
Orciraptor agilis ist ein Einzeller aus der Familie Viridiraptoridae, Stamm Cercozoa. Diese Spezies (Art) ist die einzige bekannte in der Gattung Orciraptor (d. h. Orciraptor ist monotypisch). Art und Gattung wurden 2013 von Sebastian Hess und Michael Melkonian kultiviert und aufgrund von Untersuchungen mit dem Lichtmikroskop sowie der 18S rDNA erstbeschrieben. Eine genauere genetische Analyse erfolgte durch Jennifer Gerbracht, Sebastian Hess et al. im Jahr 2022.
Die Zellen von O. agilis sind nackt (ungepanzert) und biflagellat (doppelt begeißelt). Neben der Flagellaten-Form können die Zellen auch als oberflächengebundene Amöben auftreten. Sie perforieren die Zellwände bestimmter Schmuckalgen (wiss. Zygnematophyceae) und Chlorophyceae (zu Viridiplantae) und phagozytieren den Zellinhalt dieser Algen, weshalb sie „nekrophytophag“ (englisch necrophytophagous, von abgestorbenen Pflanzen oder Algen lebend) bzw. parasitoid (auf Kosten eines Wirts dessen Tod in Kauf nehmend) bezeichnet werden. Als Nahrung kann ihnen Arten der Schmuckalgen-Gattung Mougeotia dienen.
Deutliche Unterschiede in der Zellmorphologie und der Spezifität des Nahrungsspektrums führten 2013 zur Unterscheidung zweier jeweils monotypischer Gattungen, nämlich Orciraptor und Viridiraptor. Diese beiden Gattungen bzw. Spezies besetzen ähnliche, aber unterschiedliche ökologische Nischen in aquatischen Ökosystemen als nekrophytophage bzw. parasitoide Protisten besetzen. Molekulare phylogenetische Analysen auf der Grundlage von 18S-rDNA-Sequenzdaten zeigten, dass Orciraptor und Viridiraptor zu einer bis dato lediglich aufgrund von Metagenomdaten bekannten und provisorisch als „Klade X“ bezeichneten Gruppe innerhalb der Ordnung Glissomonadida der Cercozoa gehören. Aufgrund der Ergebnisse konnte diese „Klade X“ als Familie Viridiraptoridae offiziell beschrieben werden, deren Mitglieder algivore Glissomonaden und Amoeboflagellaten sind.

## Proteine
Orciraptor ernährt sich als sogenannter „Protoplastenfresser“ ausschließlich vom Zellinhalt abgestorbener Algen.
Um an das Innere der Algenzellen zu gelangen, muss O. agilis dazu deren Zellwand perforieren. Dazu bewerkstelligt er mit Hilfe von Enzymen, die Kohlenhydratketten aufbrechen können. Diese Enzyme wurden von Team um Sebastian Hess in Köln und Kollegen aus Halifax (Nova Scotia) 2022 mittels RNA-Sequenzierung untersucht.
Offenbar gibt es ein Schlüsselenzym für diesen hochspezialisierten Fressakt, dessen Exprimierung beim Kontakt mit den Algenzellen hochreguliert wird und dem Protisten hilft, die Zellwände der Algen aufzulösen.
Außerdem enthält O. agilis einige Proteine, die man bei diesem Einzeller nicht erwartet hätte. Obwohl diese Protisten nackt sind, also keinen Panzer (Theca) oder Zellwand besitzen, beinhaltet ihr Genom Gene für chitinbindende Proteine, eine Chitinsynthase und mehrere Chitinasen. Die mögliche Funktion von Chitin oder ähnlichen Biopolymeren in dem nackten Flagellaten ist noch unklar. Man vermutet aufgrund der gefundenen Enzyme, dass Chitin Enzyme eine wichtige physiologische Rolle in der Lebensgeschichte dieser Glissomonaden spielt.

## Systematik
Gemäß der Taxonomie des National Center for Biotechnology Information (NCBI) nimmt die Familie Viridiraptoridae einige bislang unkultivierte Kandidaten auf, die bislang anderen Familien der Glissomonadida zugerechnet wurden (Allapsidae und Sandonidae).
Die Gattungen Bodomorpha und Dujardina werden nach NCBI ebenfalls in die Familie Viridiraptoridae gestellt (nach Global Biodiversity Information Facility (GBIF) zur Familie Sandonidae respektive in eine eigene Cercozoa-Familie Dujardinidae).
Zwar gilt die Gattung Orciraptor als monotypisch (mit nur einer offiziellen Spezies) und NCBI listet auch keine weiteren Kandidaten in der Gattung. Nach GBIF ist die Spezies O. agilis jedoch nur in Europa (Deutschland, Österreich) und Asien (China, Thailand) nachgewiesen, die Gattung Orciraptor jedoch weltweit verbreitet (Stand Ende Juli 2022). Dies könnte aber darauf zurückzuführen sein, dass bei vielen Funden der Speziesname der monotypischen Gattung nicht angegeben wurde.
Die Systematik der Gattung Orciraptor ist mit (mit diesem Stand) wie folgt:
Phylum: Cercozoa (C,G – in Chromista,N – in Eukaryota > Sar > Rhizaria)
- Überklasse Ventrifilosa Cavalier-Smith in Cavalier-Smith & Karpov, 2012 em. 2018 (C)
  - Klasse Sarcomonadea Cavalier-Smith, 1993 stat. nov. 1995 em. 2018 (C)
    - Unterklasse Pediglissa Cavalier-Smith 2018 (C)
      - Ordnung Glissomonadida Howe et al., 2009 (C,N) – nach OneZoom: Pansomonadida[8]
        - Unterordnung Pansomonadina Vickerman in Vickerman et al., 2005 stat. nov. 2018 (C)
          - Familie Viridiraptoridae Hess & Melkonian, 2013 (C,G,N) – ehemals „Klade X“
            - Gattung Orciraptor Hess & Melkonian 2013[1] (C,G,N)
              - Spezies O. agilis Hess & Melkonian 2013[1] (C,G,N)

            - Gattung Viridiraptor Hess & Melkonian 2013[1][9] (C,G,N), mit V. invadens (N)
            - ?Gattung Bodomorpha Hollande 1942 (G – zu Sandonidae,N) alias Pseudobodo A.C.Hollande, 1942 (G), mit B. minima und B. prolixa (N)
            - ?Gattung Dujardina Howe & Cavalier-Smith 2011 (G – zu Dujardinidae,N), mit D.  stenomorpha (N)

Legende:
(C) – Thomas Cavalier-Smith (2018)
(G) – Global Biodiversity Information Facility (GBIF)
(N) –  National Center for Biotechnology Information (NCBI)

## Anwendungen
Enzyme, die an sich schwer abbaubare Biopolymere wie Cellulose und Chitin abbauen, sind von großer technologischer und industrieller Bedeutung.
Neben den traditionellen Organismen der mikrobiellen Biotechnologie stellen Mikroeukaryoten (Protisten) wie Orciraptor ein bislang noch weitgehend ungenutztes Potential dar. Es gibt zudem viele andere Einzeller, die ähnliche Ernährungsstrategien aufweisen wie Orciraptor, aber nicht direkt mit dieser Gattung verwandt sind. Der Umgang mit diesen oft exotischen Mikroorganismen erfordert jedoch besondere Kenntnisse, damit diese kultiviert werden können. Neue Untersuchungsmethoden wie Metagenomanalyse und Einzelzell-Sequenzierung können dafür hilfreiche Informationen über den vermutlichen Metabolismus solcher Organismen liefern, so dass eine Kultivierung (oder ggf. Co-Kultivierung) mit anderen Mikroben möglich wird.

## Bildergalerie

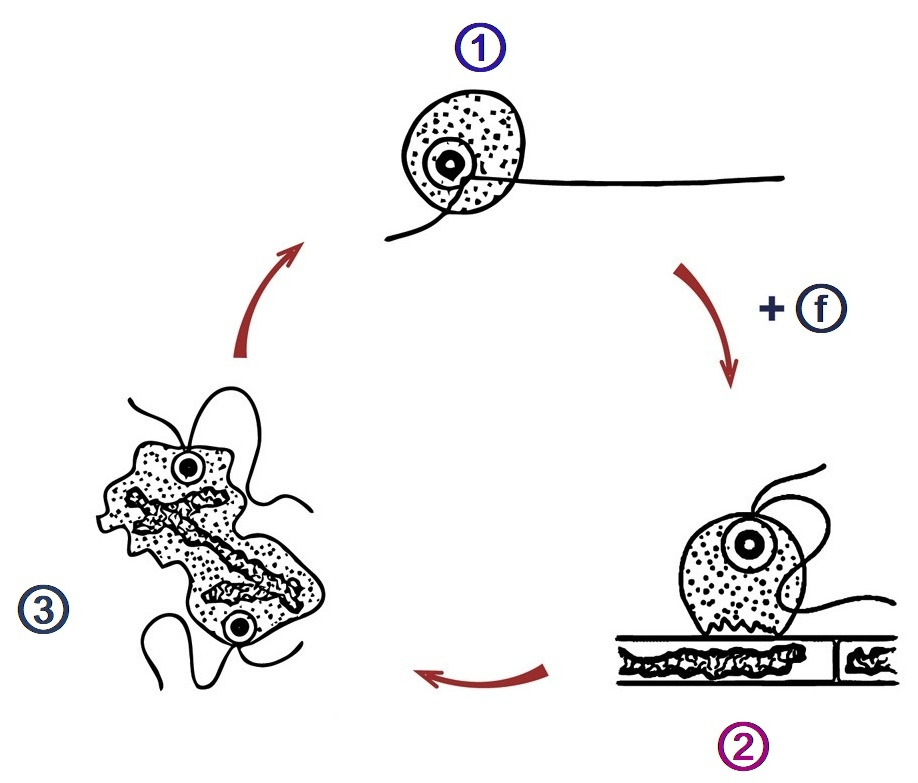
Lebensstadien von O. agilis. ① gleitend, ② angreifend, ③ verdauend/sich teilend. (ⓕ Fütterung mit Algen)
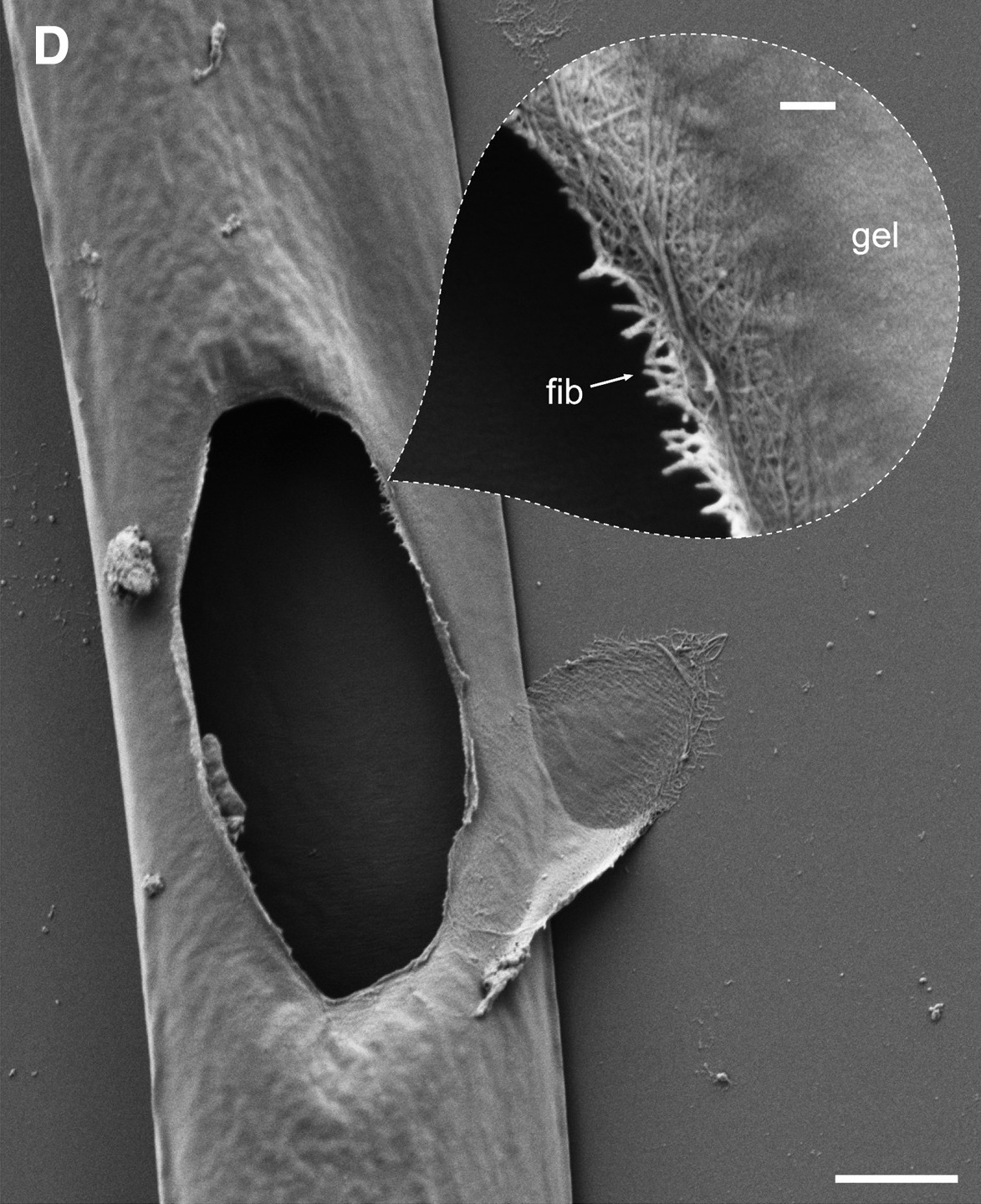
Die Perforation durch O. agilis zeigt Abbau der Strukturkomponenten der Mougeotia-Zellwand: Biopolymere (Pektine?, „gel“) und Zellulose-Mikrofibrillen („fib“).